# Sampo (rompighiaccio)
Il Sampo è una nave rompighiaccio finlandese di proprietà del comune di Kemi e attualmente adibita a crociere turistiche.
Costruita nel 1960, ha operato fino al 1987 come rompighiaccio ordinaria. La sua attività è stata terminata a causa della stazza delle nuove navi cargo che non permettevano più al Sampo di aprire canali navigabili abbastanza larghi.
Rilevata dal comune di Kemi, è stata inizialmente utilizzata come rompighiaccio per ricerche marine nel Golfo di Botnia per poi essere modificata a utilizzo esclusivo come nave passeggeri.

## Caratteristiche tecniche
- Lunghezza: 75,68 metri
- Larghezza: 17,40 metri
- Pescaggio: 7 metri
- Dislocamento a vuoto: 3.542 tonnellate
- Eliche: due a poppa con diametro di quattro metri. Originariamente l'imbarcazione era fornita di due eliche anche a prua, rimosse durante la conversione a rompighiaccio turistica
- Motori: quattro diesel principali con potenza teorica complessiva di 8800 cavalli vapore
- Generatori per l'azionamento dei motori elettrici delle eliche: otto principali con potenza teorica complessiva di 6000 kW